# عنجره
شهر عنجره (به عربی: عنجره) در عجلون در کشور اردن واقع شده‌است. جمعیت این شهر ۱۷٫۶۱۸ نفر است.